# Melanie Paxson
Melanie Deanne Moore (26 de septiembre de 1972) es una actriz estadounidense. Es más conocida papeles en Cupid como Jaclyn, en Happy Family como Sara Brennan, en Notes from the Underbelly como Julie, y en la filmografía de Descendants como Hada Madrina. Paxson ha aparecido en varios comerciales para televisión en los años 2000. 

## Vida y carrera
Melanie Deanne Moore nació en Champaign, Illinois. Ella se graduó de la University of Missouri con un bachiller para teatro. Recibió entrenamiento de actuación en Second City Chicago y en Steppenwolf Theatre Company. 
Luego inició su carrera. En 1997, participó en Early Edition. Su primer papel más importante fue cuando interpretó a Joclyn en la serie de ABC, Cupid, de 1998 a 1999. También participó en diversas series como, The Drew Carey Show, Quintuplets, Joey, Related, Kitchen Confidential, CSI: Crime Scene Investigation, Surviving Suburbia, Rules of Engagement, Medium y The Exes. De 2003 a 2004, Paxson tuvo un papel regular en la serie de NBC, Happy Family como Sara Brennan. De 2007 a 2008, ella interpretó a Julie en la serie de ABC, Notes from the Underbelly. La serie tuvo dos temporadas. De 2009 a 2010, tuvo un papel recurrente como Doris Madigan en la serie de Nickelodeon, True Jackson, VP. Ella también es la portavoz en comerciales de las hamburguesas Red Robin. 
Los papeles de Paxson en el cine incluyen, Ready to Rumble (2000), Slackers (2002), Saving Mr. Banks (2013), y participó con Joyce DeWitt en la película para televisión Behind the Camera: The Unauthorized Story of Three's Company (2003). También participó en la película Disney Channel Original Movie Descendants como el hada Madrina en el 2015 y retomó su papel en las secuelas Descendants 2 (2017) y Descendants 3 (2019), y en la película derivada Descendants: The Rise of Red (2024).
Paxson es esposa de Andy Paxson, copropietario del restaurante en Los Ángeles, Simplethings Sandwich & Pie Shop. Ellos residen en Los Ángeles con su hijo Miller.